# 1987年10月逝世人物列表
1987年逝世人物列表：1月 - 2月 - 3月 - 4月 - 5月 - 6月 - 7月 - 8月 - 9月 - 10月 - 11月 - 12月
1987年10月逝世人物列表，是用於匯總1987年10月期間逝世人物的列表。

## 依日期排序

### 1日
- 理查·布萊克本，69歲，澳大利亞法官和法律學者，癌症。[1]
- 道格拉斯·克萊弗登（Douglas Cleverdon），84歲，英國廣播製作人和書商。[2]
- 瓊·克萊德，77歲，美國女演員、歌手和舞蹈家（奇異的冒險、猩紅的研究）。[3]
- 瓦列里婭·戈盧布佐娃，86歲，蘇聯科學家，莫斯科动力学院院長。
- 傑弗里·傑克遜（Geoffrey Jackson），72歲，英國外交官和作家，英國駐烏拉圭大使，被遊擊隊綁架。[4]
- Zina Morhange，78歲，波蘭出生的法國醫生，法國抵抗運動成員。
- 阿卜杜爾·拉希姆（Abdur Rahim），69歲，孟加拉國伊斯蘭學者和政治家。

### 2日
- 玛德琳·卡罗尔，81歲，英國女演員（三十九级台阶），胰腺癌。[5]
- 彼得·梅達瓦爾爵士，72歲，巴西出生的英國生物學家，諾貝爾生理學或醫學獎獲得者。[6]
- 羅素·勞斯，73歲，美國編劇、導演和製片人（井、枕邊談話），心力衰竭。[7]
- Hryhoriy Vasiura，72歲，蘇聯紅軍和德國 Schutzmannschaft 軍官，被處決。

### 3日
- Jean Anouilh，77歲，法國劇作家和編劇（安提戈涅），心臟病發作。[8]
- Catherine Bramwell-Booth，104歲，英國救世軍軍官，救世軍創始人的孫女。[9]
- 漢斯·加爾，97歲，奧地利和蘇格蘭作曲家。
- Maria Ivogün，95歲，匈牙利女高音歌唱家。[10]
- Kalervo Palsa，40歲，芬蘭藝術家，肺炎。

### 4日
- 默瑟·庫克（Mercer Cook），84歲，美國外交官和教授，美國駐甘比亞、塞內加爾和尼日爾大使，肺炎。[11]
- 埃裡克·甘達爾·道爾（Eric Gandar Dower），92-93歲，蘇格蘭政治家和商人，國會議員。[12]
- 米安·阿爾沙德·海珊（Mian Arshad Hussain），77歲，巴基斯坦政治家和外交官，外交部長和駐瑞典大使。
- 埃洛伊絲·威爾金（Eloise Wilkin），83歲，美國小金書插畫家，癌症。
- 休伯特·揚塞（Hubert Yencesse），87歲，法國雕塑家。[13]

### 5日
- 曼尼·卡辛斯，英國商人，Waring & Gillow和列斯聯足球會主席。[14]

### 6日
- 羅爾德·詹森，44歲，挪威國際足球運動員（白蘭恩體育會、哈茨足球俱乐部、挪威國家足球隊），心力衰竭。[15]
- Eugen Steimle，77歲，納粹德國黨衛軍指揮官，死刑減刑。

### 7日
- Charles J. Carney，74歲，美國政治家，美國眾議院議員。[16]
- 菲爾·弗拉納根，77歲，美國NFL足球運動員（波士頓三葉草隊）。
- 约翰·弗莱切，46歲，英國大管演奏家和法國圓號演奏家，腦溢血。
- 格蕾塔·格蘭斯特德，80歲，美國影視女演員。
- 塞德里克·法圖迪（Cedric Phatudi），75歲，南非政治家，萊博瓦首席部長。[17]
- 薩克斯·泰茲安（Sarkes Tarzian），87歲，奧斯曼裔美國工程師、發明家和廣播員。
- 鮑比·沃爾斯頓，58歲，美國 NFL 足球運動員（费城老鹰），心臟病發作。[18]

### 8日
- 斯賓塞·戈登·班納特（Spencer Gordon Bennet），94歲，美國電影製片人和導演。[19]
- 阿爾貝托·塞吉斯蒙多·克魯茲（Alberto Segismundo Cruz），87歲，菲律賓詩人、短篇小說家和小說家。
- 莫娜·道格拉斯（Mona Douglas），89歲，英國馬恩島詩人、小說家和記者。
- 羅爾夫·達德利-威廉姆斯（Rolf Dudley-Williams），79歲，英國航空工程師和政治家，國會議員。[20]
- 羅傑·蘭斯林·格林（Roger Lancelyn Green），68歲，英國傳記作家和兒童作家（亞瑟王和他的圓桌騎士）。[21]
- 納德·馬赫達維（Nader Mahdavi），24歲，波斯人革命衛隊海軍指揮官。
- 唐納德·麥克維尼（Donald McWhinnie），66歲，英國BBC執行官兼導演。
- 康斯坦丁諾斯·薩索斯（Konstantinos Tsatsos），88歲，希臘外交官，法學教授和政治家，希腊总统。[22]

### 9日
- 穆罕默德·法哈德（Mohammad Farhad），49歲，孟加拉國遊擊隊指揮官，孟加拉国共产党主席，心臟病發作。[23]
- Guru Gopinath，79歲，印度演員和舞蹈家。[24]
- Clare Boothe Luce，84歲，美國政治家，美國駐義大利大使，美國眾議院議員，腦癌。[25]
- William P. Murphy，95歲，美國醫生，諾貝爾生理學或醫學獎獲得者（恶性贫血）。[26]
- 亨利·斯圖德霍爾姆，88歲，英國政治家，國會議員。[27]
- 卡洛斯·沃蘭特，81歲，阿根廷國際足球運動員（法林明高競賽會、阿根廷國家足球隊）。

### 10日
- 卡洛斯·安西拉（Carlos Ancira），58歲，墨西哥電影演員。
- Behice Boran，77歲，土耳其馬克思列寧主義政治家和作家，國會議員，心臟病。[28]
- 雅羅斯拉夫·布切克，74歲，捷克斯洛伐克國際足球運動員（布拉格斯巴達、捷克斯洛伐克）。[29]
- Gretl Braun，72歲，Eva Braun 的德國妹妹。
- 彼得·克萊恩（Peter Clyne），60歲，奧地利裔澳大利亞律師和商人，心臟病發作。
- Oretha Castle Haley，48歲，美國民權活動家，卵巢癌。
- 馬拉蒂，20歲，斯里蘭卡泰米爾猛虎戰士，在戰鬥中陣亡。

### 11日
- Uwe Barschel，43歲，德國政治家，石勒苏益格-荷尔斯泰因州州長，自殺。[30]
- 埃斯克·布倫（Eske Brun），83歲，丹麥高級公務員和格陵蘭島總督。
- Jaime Pardo Leal，46歲，哥倫比亞律師、工會領袖和政治家，被暗殺。[31]
- 尼爾·麥克弗森（Niall Macpherson），79歲，蘇格蘭政治家，養老金和國民保險部長。[32]
- 艾倫·麥克尼科爾（Alan McNicoll），79歲，澳洲皇家海軍中將，澳大利亞駐土耳其大使。[33]
- 科爾多·米特塞萊納，71-72歲，西班牙巴斯克語言學家，重建了原始巴斯克语。
- Fritz Rössler，75歲，德國新納粹政治家。

### 12日
- 法赫里·科鲁蒂尔克，84歲，土耳其海軍上將、外交官和政治家，土耳其总统。[34]
- 阿尔夫·兰登（Alf Landon），100歲，美國石油商和政治家，1936 年總統選舉的共和黨候選人。[35]
- 拉斯·萊特洛，74歲，美國 NFL 足球運動員（绿湾包装工）。[36]
- Philleo Nash，77歲，美國政府官員和政治家，印第安人事務專員，腎癌。[37]
- 古斯塔沃·巴茲·普拉達（Gustavo Baz Prada），93歲，墨西哥政治家和醫生，墨西哥州州長。

### 13日
- Walter Houser Brattain，85歲，美國物理學家（點接觸晶體管），諾貝爾物理學獎獲得者，阿爾茨海默病。[38]
- Kishore Kumar，58歲，印度演員和播放歌手，心臟病發作。[39]
- Nilgün Marmara，29歲，土耳其詩人，自殺。[40]
- 露西·夢露，80歲，美國歌劇女高音和舞蹈家，癌症。[41]
- 83歲的英國牛津大學副校長沃爾特·弗雷澤·奧克肖特（Walter Fraser Oakeshott）發現亞瑟之死 Winchester 手稿。[42]
- Anwar Kamal Pasha，62歲，巴基斯坦電影導演和製片人。

### 14日
- Elżbieta Barszczewska，73歲，波蘭舞臺和電影女演員。
- 魯道夫·哈夫特，86歲，西班牙作曲家。[43]
- Finlay J. MacDonald，62歲，蘇格蘭記者、製片人和作家。
- 巴茲爾·賴特，80歲，英國紀錄片導演（錫蘭之歌）。[44]

### 15日
- 亞瑟·本森（Arthur Benson），79歲，英國殖民地行政長官，北羅得西亞總督。[45]
- 湯瑪斯·安德魯·唐納蘭，73歲，美國羅馬天主教主教，亞特蘭大大主教，中風。[46]
- Juda Hirsch Quastel，88歲，英裔加拿大生物化學家。[47]
- 托马斯·桑卡拉，37歲，布吉納法索政治家，布吉納法索總統，上沃爾特總理，遇刺身亡。[48]
- 唐納德·萬德雷，79歲，美國科幻小說和奇幻作家，詩人。

### 16日
- 約瑟夫·霍夫納，80歲，德國羅馬天主教紅衣主教，科隆總主教，腦瘤。[49]
- 納齊爾·海珊，65歲，印度演員、導演和編劇。
- Margo Lee，64歲，澳大利亞演員和歌手。[50]
- 亞歷山大·塞里，59歲，蘇聯電影導演（財富紳士），自殺。
- Dana Suesse，75歲，美國音樂家、作曲家和作詞家（You Oughta Be in Pictures），中風。[51]

### 17日
- 魯比·丹德裡奇，87歲，美國女演員（Amos 'n' Andy，Judy Canova Show），心臟病發作。[52]
- Roderich Menzel，80歲，捷克-德國業餘網球運動員和作家。
- 彼得·龐德，80歲，美國大學橄欖球運動員。[53]
- 赫希·施瓦茨伯格（Hirsch Schwartzberg），79歲，出生於立陶宛的美國大屠殺倖存者領袖。[54]
- Abdul Malek Ukil，63歲，孟加拉國政治家，Jatiya Sangsad 議長。

### 18日
- 西奧多·布拉梅爾德，83歲，美國哲學家和教育家。[55]
- 彼特·卡彭特，73歲，美國爵士長號手和編曲家，肺癌。
- Adriaan Ditvoorst，47歲，荷蘭電影導演和編劇（偏執狂）。
- 列支敦斯登伊曼紐爾親王，78歲，列支敦斯登主權家族成員。
- 索爾·戈德曼（Sol Goldman），70歲，美國房地產投資者和慈善家。[56]
- Philip Levine，87歲，白俄羅斯裔美國免疫血液學家。[57]
- 路易士·米里亞尼，90歲，美國政治家，密歇根州底特律市市長。[58]

### 19日
- 赫爾曼·朗（Hermann Lang），78歲，德國賽車手。
- 伊戈爾·紐爾利，84歲，波蘭小說家。
- 傑奎琳·杜普雷（Jacqueline du Pré），42歲，英國大提琴家，多發性硬化症。[59]
- 本·斯塔爾，77歲，美國藝術家、插畫家和作家。[60]
- 厄尼·托瑟蘭，82歲，英國足球運動員（曼城）。

### 20日
- 喬治·杜金（Georges Douking），85歲，法國舞臺、電影和電視演員（资产阶级的审慎魅力）。
- 安德列·科爾莫戈羅夫，84歲，俄羅斯數學家（概率论）。[61]
- Mecha Ortiz，87歲，阿根廷女演員（El canto del cisne）。
- Lars-Erik Sjöberg，43歲，瑞典國際冰球運動員，癌症。[62]

### 21日
- 伊戈爾·切爾納特（Igor Chernat），20-21歲，蘇聯連環殺手，被處決。
- 帕爾·加博爾（Pál Gábor），55歲，匈牙利電影導演兼編劇（Angi Vera）。[63]
- T. Krishna，36歲，印度電影導演和編劇（Pratighatana）。
- 鮑勃·西蒙斯，64歲，英國演員和特技演員（占士邦系列）。
- Albert Western，64歲，澳式足球運動員（南弗里曼特爾）。
- 何應欽，97歲，中國政治家，中華民國國務總理。[64]

### 22日
- K. G. Adiyodi，60歲，印度政治家，喀拉拉立法议会議員。[65]
- 奧地利的安東大公，86歲，奧地利貴族。
- 約翰·馬斯特斯（John H. Masters），74歲，美國海軍陸戰隊將軍。
- 泰勒·斯科特（Taylor Scott），40歲，英國艦隊航空隊飛行員和英國宇航試飛員，試飛事故。[66]
- 安德列·斯塔羅斯汀，81歲，蘇聯足球運動員和作家。
- 利諾·文圖拉，68歲，義大利出生的法國演員（悲惨世界），心臟病發作。[67]

### 23日
- 康斯坦丁·阿拉賈洛夫（Constantin Alajalov），86歲，亞美尼亞出生的美國畫家和插畫家。[68]
- 弗雷德·休森，73歲，澳式足球運動員（Fitzroy）。
- Raymond W. Ketchledge，67歲，美國工程師（計算機電話切換控制系統），癌症。[69]
- 巴里·萊文森，54-55歲，美國電影製片人。
- A. L. Morton，84歲，英國馬克思主義歷史學家。[70]
- 吉米·马伦，64歲，英國國際足球運動員（狼队足球俱乐部、英格蘭足球代表隊）。[71]
- Della H. Raney，75歲，美國陸軍護士團護士。[72]
- 吉恩·羅傑斯（Gene Rodgers），77歲，美國爵士鋼琴家、作曲家和編曲家。
- 亞歷杭德羅·斯科普利，79歲，阿根廷國際足球運動員和教練（拉普拉塔大学生、阿根廷國家足球隊）。[73]
- 塔特·泰勒（Ted Taylor），53歲，美國藍調歌手，車禍。

### 24日
- 伊妮德·查德威克（Enid Chadwick），84歲，英國宗教藝術家。[74]
- 雷蒙德·法蘭西斯（Raymond Francis），76歲，英國演員（無處可藏）。
- Leo Hepp，80歲，德國國防軍納粹軍官。
- Kelvin Martin，23歲，美國罪犯，被槍殺。[75]

### 25日
- Ivan Beshoff，約104歲，1905 年在波将金号战列舰上的俄國叛亂者。[76]
- 塞西爾·布朗（Cecil Brown），80歲，美國記者和戰地記者。[77]
- 瑪爾塔·福希特旺格（Marta Feuchtwanger）是德國流亡到美國的人，她畢生致力於推廣她已故作家丈夫的作品。[78]
- Maxwell Finland，85歲，俄羅斯出生的美國醫學研究員，傳染病專家，心臟病發作。[79]
- 路易士·格特曼，71歲，美國社會學家（社會統計學），黑色素瘤。[80]
- 威利斯·傑克遜（Willis Jackson），55歲，美國爵士男高音薩克斯管演奏家，心臟手術併發症。[81]
- 杰拉尔德·皮尔逊（Gerald Pearson），82歲，贝尔实验室（太阳能电池）的美國物理學家。[82]
- J. A. Ratcliffe，84歲，英國射電物理學家。[83]
- Kate L. Turabian，94歲，美國教育家和作家（研究論文、論文和學位論文作者手冊）。[84]

### 26日
- 赫伯特·安納亞（Herbert Anaya），32-33歲，薩爾瓦多人權委員會主席，遇刺身亡。[85]
- Greg Bautzer，76歲，美國律師，曾代表著名客戶心力衰竭。[86]
- 阿尔多·博菲，72歲，義大利國際足球運動員（AC米兰、意大利）。
- 伊迪絲·盧克特·大衛斯（Edith Luckett Davis），99歲，美國女演員，南希·里根（Nancy Reagan）的母親，中風。[87]
- Victor Ganz，74歲，美國企業主和藝術收藏家，患有肺癌。[88]
- 卡洛斯·拉西拉（Carolus Lassila），65歲，芬蘭外交官，芬蘭駐八個國家的大使，山洪暴發。
- Bjørge Lillelien，60歲，挪威體育記者和評論員（挪威廣播公司），癌症。
- 亞當·沃拉寧，67歲，波蘭裔美國國際足球運動員（Pogoń Lwów、美國）。 [89]

### 27日
- 伯內特·博洛滕，77-78歲，英裔美國作家，西班牙内战學者，前列腺癌。[90]
- 豪爾赫·達爾托（Jorge Dalto），39歲，阿根廷出生的美國鋼琴家，癌症。[91]
- Jean Hélion，83歲，法國畫家，肺炎。[92]
- 約翰·奧利弗·基倫斯（John Oliver Killens），71歲，美國小說家，癌症。[93]
- Kosaraju，82歲，印度作詞家和詩人。
- Vijay Merchant，76歲，印度板球運動員（孟買、印度）。[94]
- 馬里奧·梅羅拉（Mario Merola），65歲，美國律師和紐約市議會議員，中風。[95]
- 容兆珍，75歲，美國商人，旧金山唐人街開發商。

### 28日
- D. Djajakusuma，69歲，印尼電影導演。
- 安德列·馬松（André Masson），91歲，法國藝術家。[96]
- 賈斯珀·莫爾爵士，80歲，英國政治家，國會議員。[97]

### 29日
- Albert P. Crary，76歲，美國極地地球物理學家和冰川學家，第一個踏上北極和南極的人，脊柱腫瘤。[98]
- 威廉·大衛斯，86歲，英國皇家海軍上將。[99]
- 羅伯特·希伯-珀西（Robert Heber-Percy），75歲，英國怪人。[100]
- 伍迪·赫爾曼（Woody Herman），74歲，美國爵士單簧管演奏家、薩克斯管演奏家和大樂隊領隊，心力衰竭。[101]
- 69 歲的埃及考古學家 Kamal el-Mallakh 發現了胡夫船。[102]
- Ram Awtar Sharma，79歲，印度政治家，國會議員。
- Frederic M. Wheelock，85歲，美國拉丁語教授（韦洛克拉丁语教程），心臟病發作。[103]

### 30日
- Thomas G. Bergin，82歲，美國義大利文學學者。[104]
- 約瑟夫·坎伯（Joseph Campbell），83歲，美國比較神話和宗教作家（千面英雄），癌症。[105]
- Sydney Vernon Petersen，73歲，南非詩人和作家，腎衰竭。[106]
- Chaudhary Dalbir Singh，61歲，印度政治家，人民院成員。
- 格雷迪·威爾遜（Grady B. Wilson），67-68歲，美國傳道人，心力衰竭。[107]

### 31日
- 保罗·亚当斯（Paul D. Adams），81歲，美國陸軍上將。
- Raj Chandra Bose，86歲，印度裔美國數學家和統計學家（纠错码）。
- 魯爾·萬斯·丘吉爾，87歲，美國數學家。
- 約瑟夫·埃爾伯（Josef Erber），90歲，奥斯威辛集中营的納粹德國黨衛軍元首，被判處無期徒刑，交通事故。
- 吉米·朱厄爾（Jimmy Jewell），33-34歲，英國攀岩運動員，攀岩事故。
- 漢斯·索默（Hans Sommer），73歲，納粹德國黨衛隊保安處成員，史塔西間諜。

### 日期不詳
- 菲利波·布科拉（Filippo Buccola），101歲，義大利裔美國黑幫分子，派特里亞卡犯罪家族成員。